# Thiago Martins (actor)
Thiago Celestino Martins (Río de Janeiro, 19 de septiembre de 1988) es un actor, cantante y compositor brasileño.Reconocido en el resto de Latinoamérica por interpretar a Leandro en Avenida Brasil.

## Filmografía

### Televisión
| Año  | Título                            | Personaje                      |
| ---- | --------------------------------- | ------------------------------ |
| 1998 | Xuxa Especial de Natal            | Jonas                          |
| 2002 | Ciudad de los hombres             | João Victor                    |
| 2004 | El color del pecado               | Sal                            |
| 2005 | Belíssima                         | Tadeu Rocha Assumpção          |
| 2007 | Deseo prohibido                   | Lídio                          |
| 2009 | Caminho das Índias                | Shankar (joven)                |
| 2009 | Asuntos internos                  | Gustavo                        |
| 2011 | Insensato corazón                 | Vinícius Rocha Amaral          |
| 2012 | Avenida Brasil                    | Leandro                        |
| 2013 | Flor del Caribe                   | Rodrigo                        |
| 2014 | Imperio                           | Evaldo Medeiros (1.ª fase)     |
| 2015 | Mujeres ambiciosas                | Diogo Rocha                    |
| 2016 | A Lei do Amor                     | Tião Bezerra (1.ª fase)        |
| 2017 | Pega Pega                         | Júlio                          |
| 2018 | Ciudad de los hombres (miniserie) | João Victor                    |
| 2019 | Carcereiros                       | Celso Mendes / Ivanildo Mendes |
| 2019 | Amor de Mãe                       | Ryan dos Santos Silva          |
| 2024 | Família é Tudo                    | Júpiter Anchieta Mancini       |
| 2024 | Cidade de Deus: A Luta Não Para   | Valdemar Cavalcante            |
| 2025 | Vale Tudo                         | Vasco                          |

### Cine
| Año  | Título                                   | Personaje     |
| ---- | ---------------------------------------- | ------------- |
| 2000 | Kinderraub in Rio                        | Stefano       |
| 2002 | Ciudad de Dios                           | Lampião       |
| 2003 | Maria, Mãe do Filho de Deus              | Apóstol Juan  |
| 2006 | Xuxa Gêmeas                              | Tigre         |
| 2008 | Show de bola                             |               |
| 2008 | Era Uma Vez...                           | Dé            |
| 2009 | Flordelis - basta uma palavra para mudar | Pedro Werneck |
| 2010 | 5x Favela - Agora por nós mesmos         | Jota          |
| 2010 | Amazônia Caruana                         | Antônio       |
| 2012 | Ciudad de Dios - 10 Años Después         | Él mismo      |
| 2013 | O Abismo Prateado                        | Nassir        |
| 2014 | Obra Prima                               |               |

2015  "Operaciones Especiales"